# Basic English
Basic English oder einfaches Englisch ist eine von Charles Kay Ogden geschaffene vereinfachte Form der englischen Sprache mit stark verkleinertem Vokabular. Die Englischvariante wird manchmal auch als Plansprache bezeichnet, da diese Form des Englischen einst als Welthilfssprache dienen sollte. Es ist nicht mit dem formal ähnlichen, jedoch für ein sehr spezielles Anwendungsgebiet geschaffenen Simplified English zu verwechseln. BASIC ist die Abkürzung für British American Scientific International Commercial (Language), wobei auch auf das englische Wort basic angespielt wird, welches grundlegend bedeutet.

## Geschichte
Ogden entwickelte Basic English zusammen mit I. A. Richards in den 1920er Jahren, als er den Wortschatz des Englischen analysierte: Er fand, dass der Wortschatz des Englischen viel einfacher als der des Französischen oder Lateinischen sei. Richards nutzte dann auch Basic English, um Englisch zu unterrichten. Im Jahr 1930 schlug er Basic English als internationale Verkehrssprache vor.
Das Ziel, ein leicht zu erlernendes Englisch zu verbreiten, fand die Unterstützung hoher Beamter des British Empire: im Colonial Office und im Foreign Office bzw. – seit dessen Gründung 1931 – des British Commonwealth of Nations sowie in deren nachgeordneten Einrichtungen. 1961, ein Jahr nachdem das Vereinigte Königreich die meisten seiner afrikanischen Kolonien in die Unabhängigkeit entlassen hatte, tagte in Cambridge die „Anglo-American Conference on English Teaching Abroad“. Bei der Konferenz ging es u. a. um die Frage, ob zu befürchten sei, dass das Englische in den jungen Staaten an Einfluss verlieren werde. I. A. Richards, der eingeladen worden war, den Eröffnungsvortrag zu halten, zeigte sich überzeugt, dass das Englische weiterhin ein „Vehikel ... der gesamten sich entwickelnden Menschheit“ bleiben werde. Er wies dabei darauf hin, dass die geistige Welt eines Englisch Lernenden aus einem „unentwickelten Land“ dadurch „restrukturiert“ werde.

## Struktur
Basic English verfügt nur über 850 Wörter, wobei viele Begriffe aus mehreren Wörtern gebildet werden. Basic English sei, laut Ogden, in sieben Wochen erlernbar, während Esperanto in sieben Monaten und eigentliches Englisch in sieben Jahren zu erlernen sei. Laut Ogden könne man mit den 850 Wörtern alles, was in gewöhnlichem Englisch auszudrücken ist, auch in Basic English sagen. Das deutschsprachige Standardwerk zum Erlernen der Sprache, unter Anleitung von Ogden selbst verfasst, basiert auf 40 Unterrichtsstunden. Bei zwei Stunden wöchentlich ist es nicht ganz das Pensum für ein halbes Jahr Unterricht.
Erreicht wird das im Wesentlichen durch die Beschränkung auf wenige Verben, ein Verfahren, das so nur im Englischen funktioniert. Darüber, was überhaupt ein Wort ist, streitet die Linguistik ohnehin. Ogden und Richards zählen zum Beispiel die Formen  I, we und be, am, is, are, were und eine Reihe weiterer als je nur ein Wort. Eine Reihe von Wörtern, etwa die Zahlen oder die Namen der Monate, werden als Sonderwortschatz behandelt und sind in den 850 Wörtern nicht enthalten.
Basic English ist nach Ogden und Richards eine Plansprache, eine Lehrmethode, um Englisch zu unterrichten, und ein Mittel des Denkens. Für die beiden ersten Ziele sind exakt dokumentierte Methoden unter ihrer Anleitung entstanden und ausreichend vollständig in deutscher Sprache verfügbar; dies ist in anderen europäischen Sprachen nicht der Fall.

## Kritik
Ogdens und Richards’ Basic English ist in der Folge heftig umstritten gewesen. Was die Autoren als besonderen Vorteil der Plansprache betrachten, nämlich dass sie Teil einer natürlichen Sprache sei, gereicht ihr in der Kritik zum besonderen Nachteil:
- Ogden behielt die sehr unregelmäßige Rechtschreibung des Englischen bei, und auch die Aussprache ist genauso wenig normiert, wie das bei den verschiedenen Formen des Englischen der Fall ist.
- Heute dient Basic English im Wesentlichen als Einführung ins eigentliche Englisch und verfehlt damit eines der Ziele von Welthilfssprachen, nämlich eine neutralere und einfache Sprachform zur Verständigung aller Menschen zu fördern, ohne eine Sprachgemeinschaft ungerechtfertigt zu bevorzugen.
- Darüber hinaus besitzt eine Vereinigung zur Unterrichtung des Englischen, der British Council, die Rechte an der Sprache.
- Als Lehrmethode hat sich Basic English zwar bewährt, bereits in den 1940er Jahren wurde aber amtlich beschieden, dass es nur eine von vielen Lehrmethoden ist.

## Nachwirkung
Die Erprobung von Basic English konnte stichhaltige Indizien dafür liefern, dass Menschen mit erstaunlich wenigen Wörtern das auszudrücken vermögen, was sie denken. Nach Ogden und Richards reichen sogar nur 600 Wörter, um alles auszudrücken, was man auf Englisch sagen will, jedoch ergibt dies nach ihren eigenen Worten ein Pidgin. Basic English veranlasste Forschungen zur Entwicklung eines Grundwortschatzes auch in anderen Sprachen, etwa im Französischen (siehe Français fondamental).

## Basic English als Lehrmethode
Die Aussage, dass die Aussprache wegen der beibehaltenen Rechtschreibung des Englischen nicht genormt sei, beruht auf Unkenntnis. Im Gegenteil ermöglicht die Beschränkung des Wortschatzes eine Reihe von vereinfachten Regeln etwa zur Betonung, die das Erlernen erleichtern.
Die Anwendung als Unterrichtsmethode erfordert von Seiten der Lehrer sehr viel Übung, da es keineswegs leicht ist, sich im Nachhinein auf den vorgegebenen Wortschatz zu beschränken.
Viele Werke der Literatur sind exemplarisch in Basic Englisch übertragen worden, insbesondere auch die Bibel, so dass es sehr viel Lehrmaterial gibt.

## Andere Teilsprachen
Das Konzept der freien Internet-Enzyklopädie Simple-English-Wikipedia basiert ebenfalls auf Basic English. Vereinfachte Wortwahl und Grammatik sind dort allerdings nur Richtlinien und nicht normiert; damit ist das dortige Simple English nach der strengen Definition keine Plansprache.

## Textbeispiel: Genesis in Basic English
| Basic English | Englisch (King-James-Bibel) |
| --- | --- |
| 1:1 At the first day God made the heaven and the earth. 1:2 And the earth was waste and without form; and it was dark on the face of the deep: and the Spirit of God was moving on the face of the waters. 1:3 And God said, Let there be light: and there was light. 1:4 And God, looking on the light, saw that it was good: and God made a division between the light and the dark, 1:5 Naming the light, Day, and the dark, Night. And there was evening and there was morning, the first day. 1:6 And God said, Let there be a solid arch stretching over the waters, parting the waters from the waters. 1:7 And God made the arch for a division between the waters which were under the arch and those which were over it: and it was so. 1:8 And God gave the arch the name of Heaven. And there was evening and there was morning, the second day. 1:9 And God said, Let the waters under the heaven come together in one place, and let the dry land be seen: and it was so. 1:10 And God gave the dry land the name of Earth; and the waters together in their place were named Seas: and God saw that it was good. 1:11 And God said, Let grass come up on the earth, and plants producing seed, and fruit-trees giving fruit, in which is their seed, after their sort: and it was so. 1:12 And grass came up on the earth, and every plant producing seed of its sort, and every tree producing fruit, in which is its seed, of its sort: and God saw that it was good. 1:13 And there was evening and there was morning, the third day. 1:14 And God said, Let there be lights in the arch of heaven, for a division between the day and the night, and let them be for signs, and for marking the changes of the year, and for days and for years: 1:15 And let them be for lights in the arch of heaven to give light on the earth: and it was so. 1:16 And God made the two great lights: the greater light to be the ruler of the day, and the smaller light to be the ruler of the night: and he made the stars. 1:17 And God put them in the arch of heaven, to give light on the earth; 1:18 To have rule over the day and the night, and for a division between the light and the dark: and God saw that it was good. | 1:1 In the beginning God created the heaven and the earth. 1:2 And the earth was without form, and void; and darkness was upon the face of the deep. And the Spirit of God moved upon the face of the waters. 1:3 And God said, Let there be light: and there was light. 1:4 And God saw the light, that it was good: and God divided the light from the darkness. 1:5 And God called the light Day, and the darkness he called Night. And the evening and the morning were the first day. 1:6 And God said, Let there be a firmament in the midst of the waters, and let it divide the waters from the waters. 1:7 And God made the firmament, and divided the waters which were under the firmament from the waters which were above the firmament: and it was so. 1:8 And God called the firmament Heaven. And the evening and the morning were the second day. 1:9 And God said, Let the waters under the heaven be gathered together unto one place, and let the dry land appear: and it was so. 1:10 And God called the dry land Earth; and the gathering together of the waters called he Seas: and God saw that it was good. 1:11 And God said, Let the earth bring forth grass, the herb yielding seed, and the fruit tree yielding fruit after his kind, whose seed is in itself, upon the earth: and it was so. 1:12 And the earth brought forth grass, and herb yielding seed after his kind, and the tree yielding fruit, whose seed was in itself, after his kind: and God saw that it was good. 1:13 And the evening and the morning were the third day. 1:14 And God said, Let there be lights in the firmament of the heaven to divide the day from the night; and let them be for signs, and for seasons, and for days, and years: 1:15 And let them be for lights in the firmament of the heaven to give light upon the earth: and it was so. 1:16 And God made two great lights; the greater light to rule the day, and the lesser light to rule the night: he made the stars also. 1:17 And God set them in the firmament of the heaven to give light upon the earth, 1:18 And to rule over the day and over the night, and to divide the light from the darkness: and God saw that it was good. |